# Campbell
Campbell  je priimek več znanih oseb:
- Alan Campbell (*1949), pastor
- Alan Campbell, scenarist
- Alan Campbell (*1957), politik
- Alan Campbell, učenjak
- Alexander Donald Powys Campbell, britanski general
- Alexander Douglas Campbell, britanski general
- Alistair Campbell (*1972), igralec kriketa
- Alistair Campbell, pesnik
- Alistair Campbell, škotski pravnik
- Bruce Campbell (*1958), ameriški igralec
- Bruce Atta Campbell, britanski general
- Clarence Campbell (1905—1984), bivši predsednik lige NHL
- Colen Campbell (1676—1729), škotski arhitekt
- Colin Alexander Campbell (1901—1978), kanadski general
- Donald Campbell (1921—1967), angleški avtompbilistični dirkač
- Daren Campbell (*1973), angleški atlet, tekač na kratke proge
- Douglas Campbell, britanski general
- Edmund George Campbell, britanski general
- Fraizer Campbell (*1987), angleški nogometaš
- Glen Campbell (1936—2017), ameriški pop in kantri pevec
- Helen Stuart Campbell (1839—1918), ameriška pisateljica
- Henry Bannerman Campbell (1836—1908), angleški politik
- James Alexander Campbell, britanski general
- John Campbell (1910—1971), ameriški pisatelj znanstvene fantastike
- John Charles Campbell, britanski general
- Joseph Campbell (1904—1987), ameriški antropolog in pisatelj
- Kim Campbell (*1947), kanadska političarka
- Lorne Campbell, kanadski hokehist
- Lorne Maclaine Campbell, britanski general
- Lynn Campbell (?—1918), kanadski letalski častnik
- Malcolm Campbell (1885—1948), britanski dirkač in motošportni novinar
- Marcus Campbell (*1972), škotski igralec snookerja
- Milton Campbell (1934—2005), ameriški blues glasbenik
- Naomi Campbell (*1970), angleška manekenka
- Neve Campbell (*1973), kanadsko-ameriška igralka
- Robin Hasluck Campbell, britanski general
- Ronald Hugh Campbell, britanski ambasador
- Roy Campbell (1901—1957), južnoafriški pesnik
- Sol Campbell (*1974), angleški nogometaš
- Tevin Campbell (*1976), ameriški pevec
- Thomas Campbell (1777—1844), škotski pesnik
- Veronica Campbell (*1982), jamajška atletinja, tekačica na kratke proge
- William Cecil Campbell (*1930), irsko-ameriški biokemik in parazitolog, nobelovec
- William Wallace Campbell (1862—1938), ameriški astronom
- William Henry McNeile Verschoyle-Campbell (1884—1946), britanski general